# بئر الصائغ
بئر الصائغ بئر ماء، نشأ حولها تجمع سكاني، فأصبحت قرية تتبع مركز الفريش في منطقة المدينة المنورة بالسعودية، تقع في شمال غرب المدينة المنورة وتبعد عنها 50 كم.

## التاريخ
بئر الصائغ هو أسم بئر ماء حفرها مهل بن جود الله الرحيلي سنة 1344هـ، والذي يعمل صائغا للذهب.